# Frank Lloyd Wright
Frank Lloyd Wright , numele la naștere Frank Lincoln Wright, (n. 8 iunie 1867 – d. 9 aprilie 1959) a fost unul dintre cei mai proeminenți și influenți arhitecți ai primei jumătăți a secolului 20.  În prezent, este adesea recunoscut ca cel mai faimos arhitect al Statelor Unite ale Americii, fiind extrem de cunoscut și apreciat în ochii opiniei publice la multe decenii de la stingerea sa din viață.

## Principiile de proiectare ale lui Wright[12]
Simplitate - compartimentarea trebuie să fie minimală, orice element inutil trebuie să dispară.  Încăperile sunt divizate prin elemente ce sugerează diferența de funcționalitate (finisaje orizontale ale pardoselii sau tavanului, orientării diferite ale camerelor, urechi de zidărie laterale, ș.c.l.).
Adaptabilitate stilistică - pe primul plan trebuie să fie nevoile beneficiarului și abia în planul doi un anumit stil arhitectural.
Arhitectură organică - arhitectura ar trebui să fie în simbioză cu natura punându-se în același timp reciproc în valoare. Se recomandă folosirea de culori naturale (specifice zonei) și de materiale locale.
Sinceritatea materialelor componente - materialele trebuie să fie utilizate conform naturii și potențialului lor și nu ca o butaforie.
Clădirile trebuie sa bucure oamenii.

## Biografie timpurie

### Copilărie
Frank Lloyd Wright s-a născut într-un oraș mic, Richland Center, Wisconsin, într-o zonă agricolă a statului Wisconsin, Statele Unite ale Americii, în 8 iunie 1867, la doar doi ani după terminarea războiului civil american.
A fost crescut în spiritul puternic religios al unitarismului, fapt care l-a făcut în 1905 să proiecteze o biserică unitariană devenită apoi faimoasă datorită arhitecturii și arhitectului său, Unitarian Unity Temple în Oak Park, statul Illinois.
În timpul perioadei preșcolare, mergând la grădiniță, și-a manifestat de timpuriu o atracție către construcții, petrecându-și mult timp jucându-se cu blocurile educative date de către mama sa, creație  a cunoscutului psiholog și educator Friedrich Wilhelm August Fröbel, devenite larg cunoscute sub denumirea uzuală de blocurile Froebel. Aceste blocuri, folosite în decursul secolului 20 pe scară largă în grădinițe, constau din piese geometrice spațiale (de obicei confecționate din lemn și vopsite în culori fundamentale saturate) de forme diferite care se pot asambla cu ușurință formând structuri tridimensionale.  În autobiografia sa, Wright se referă la importanța pe care aceste exerciții de viziune spațială urmau să o aibă asupra viziunii sale arhitectonice precum și asupra designului său.  Multe din clădirile lui Wright sunt notabile și distincte tocmai datorită clarității formelor lor geometrice.

### Educație și anii de început

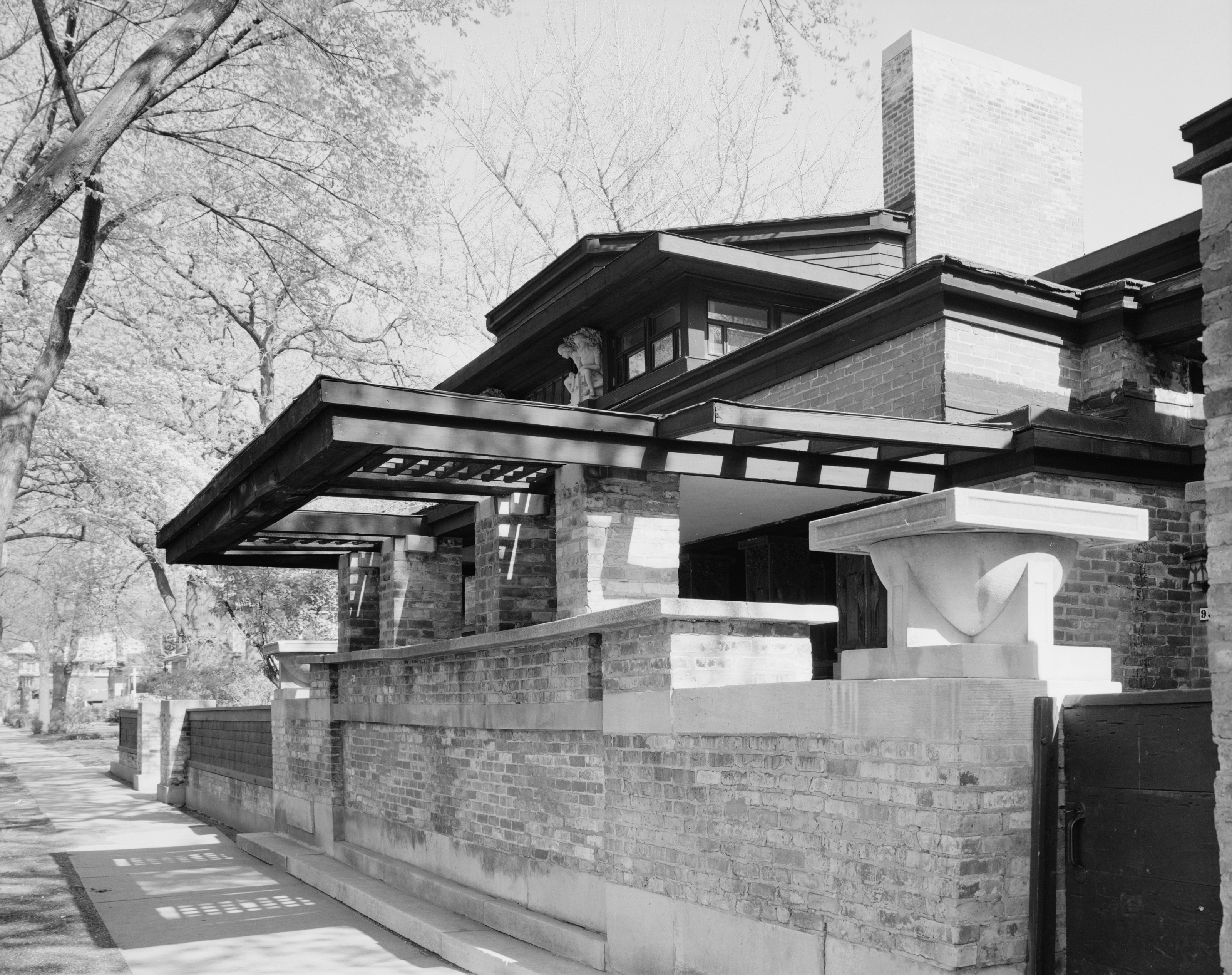
Imagine 3 - Frank Lloyd Wright --- Reședința lui Wright în Oak Park, Illinois, 1893 - 1895.

Wright a început educația sa formală în 1885 la facultatea de inginerie a Universității din Wisconsin (University of Wisconsin, School for Engineering), unde a fost membru unei fraternități care a generat multe personalități, Confreria Phi Delta Theta.  A urmat cursurile pentru doi ani, timp în care a lucrat perioada sa de ucenicie pentru Allen Conover, un inginer și constructor local, care preda de asemenea și cursuri de inginerie civilă.
În 1887, Wright a abandonat cursurile fără a obține un titlu universitar (deși i-a fost conferit un doctorat honoris causa de către aceiași universitate în 1955) și s-a mutat în Chicago, pentru a se alătura firmei de arhitectură a lui Joseph Lyman Silsbee.  Peste un an, a părăsit firma lui Silsbee pentru a se alătura firmei Adler & Sullivan, fondată de Dankmar Adler și Louis Henry Sullivan.  Începând cu 1890, Wright a fost responsabil de toate proiectele rezidențiale ale firmei.

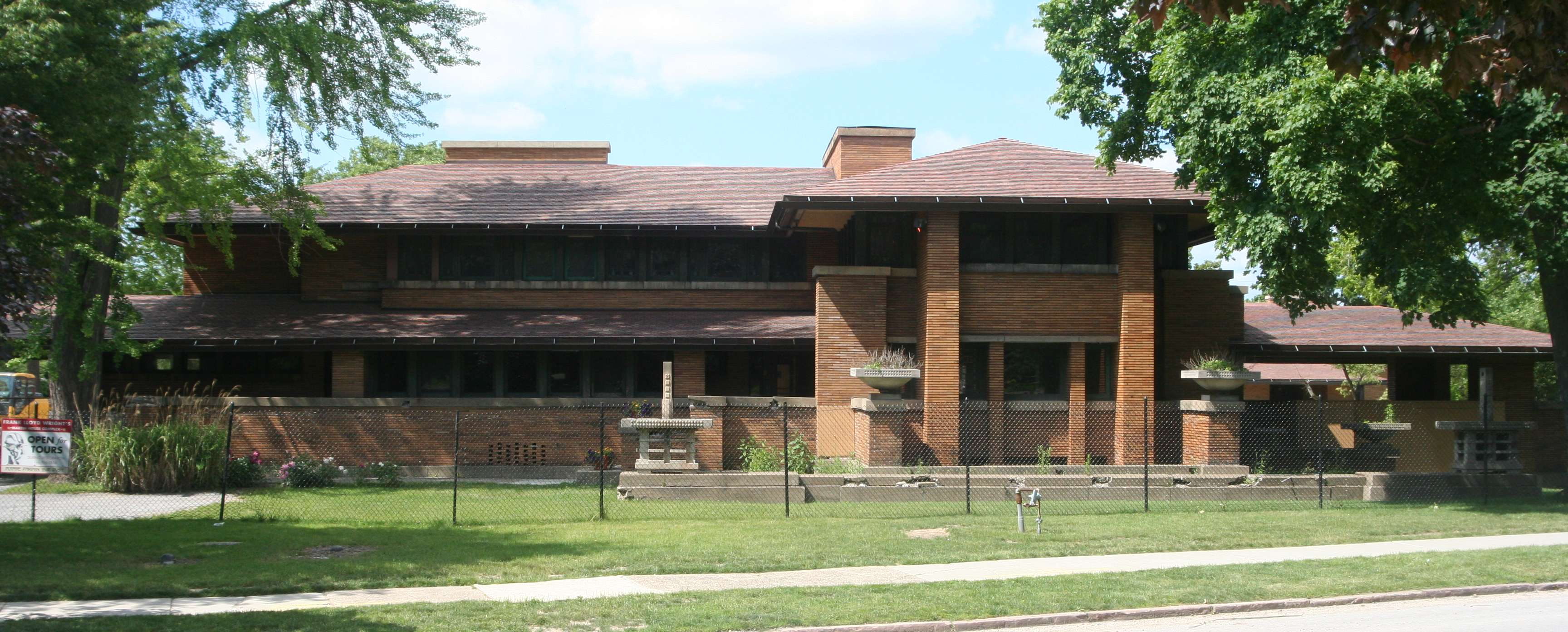
Imagine 4 - Frank Lloyd Wright --- Darwin Martin House, Buffalo, New York, 1904.

În 1893, după o dispută, probabil datorată muncii lui Wright în afara firmei, acesta părăsește Adler și Sullivan pentru a crea propria sa firmă și casă în suburbia Oak Park, Illinois, a Chicago-ului.  Până în 1901, Frank Lloyd Wright a terminat în jur de 50 de proiecte, incluzând multe case în orașul său natal, toate concretizate.  Arhivat în 23 aprilie 2006, la Wayback Machine.

## Opera arhitecturală

### Prairie Houses
Între 1900 și 1910, proiectele sale de case se încadrează în așa-numitul grup al Caselor de prerie ("Prairie Houses") având caracteristici comune cum ar fi: clădiri extinse și joase cu acoperișuri înguste și înclinate, contururi clare, structuri externe suspendate și terase largi, precum și folosirea multor materiale nefinisate.  Denumirea de "case de prerie" a fost dată întrucât designul lor este armonios integrat în peisajul din jurul metropolei Chicago.  Aceste case sunt, de asemenea, creditate de a fi primele exemple de "plan liber", în engleză "open plan."

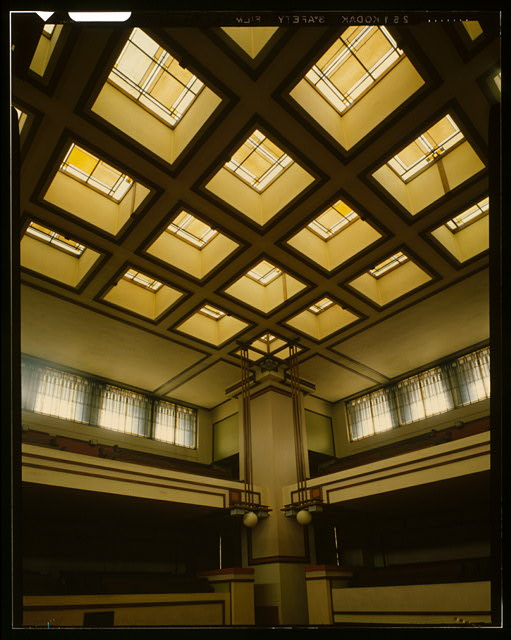
Imagine 5 - Frank Lloyd Wright --- Interiorul bisericii unitariene Unitarian Unity Temple, 1905 - 1908.

Folosirea cu măiestrie rar întâlnită anterior a spațiilor interioare atât în realizarea clădirilor rezidențiale cât și în cele publice, așa cum Wright a făcut-o de pildă în cazul bisericii unitariene Unitarian Unity Temple, este una din caracteristicile sale de forță arhitecturală.
Una din convingerile profunde ale lui Frank Lloyd Wright a fost că omul ca ființă aparținând omenirii trebuie să fie centrul tuturor proiectelor și realizărilor arhitecturale.  Multe exemple ilustrând acest concept fundamental al arhitectului american pot fi găsite în orașul Buffalo din statul New York ca un rezultat direct al prieteniei dintre Wright și un director executiv al Larkin Soap Company, Darwin D. Martin.

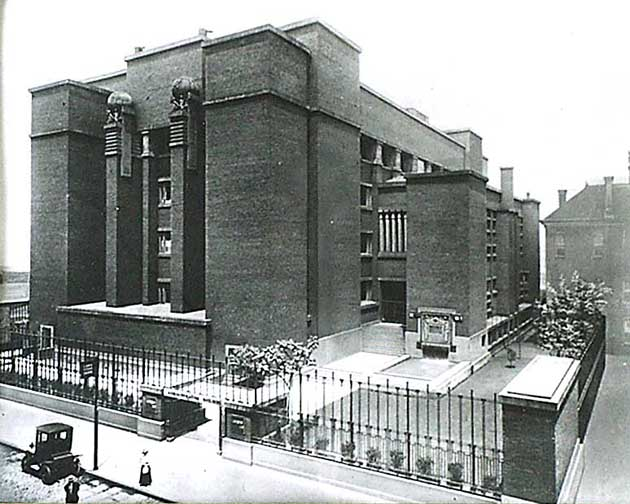
Imagine 6 - Frank Lloyd Wright --- Clădirea administrației companiei Larkin, terminată în 1904, dar demolată în 1950.

În 1902 Larkin Company a decis să construiască o nouă clădire administrativă încredințând proiectul lui Wright.  Acesta a venit la Buffalo și a conceput nu numai proiectul pentru noua clădire administrativă a firmei (terminată în 1904, dar din păcate demolată în 1950) dar și trei case rezidențiale pentru directorii executivi ai companiei:
- George Barton House, Buffalo NY, 1903
- Darwin D. Martin House, Buffalo NY, 1904
- William Heath House, Buffalo NY, 1905

Darwin D. Martin House, prezentată în imaginea 4, este considerată de către majoritatea specialiștilor ca fiind una dintre cele mai importante ale perioadei Prairie Houses.  Totuși, capodoperele perioadei sunt considerate două reședințe realizate în anii târzii ai perioadei, în intervalul 1907 - 1909.  Una din ele este Frederick Robie House, aflată pe teritoriul campusului Universității din Chicago (în engleză, University of Chicago) din Chicago, Illinois.  Cealaltă este Avery and Queene Coonley House, de asemenea aflată în Chicago.

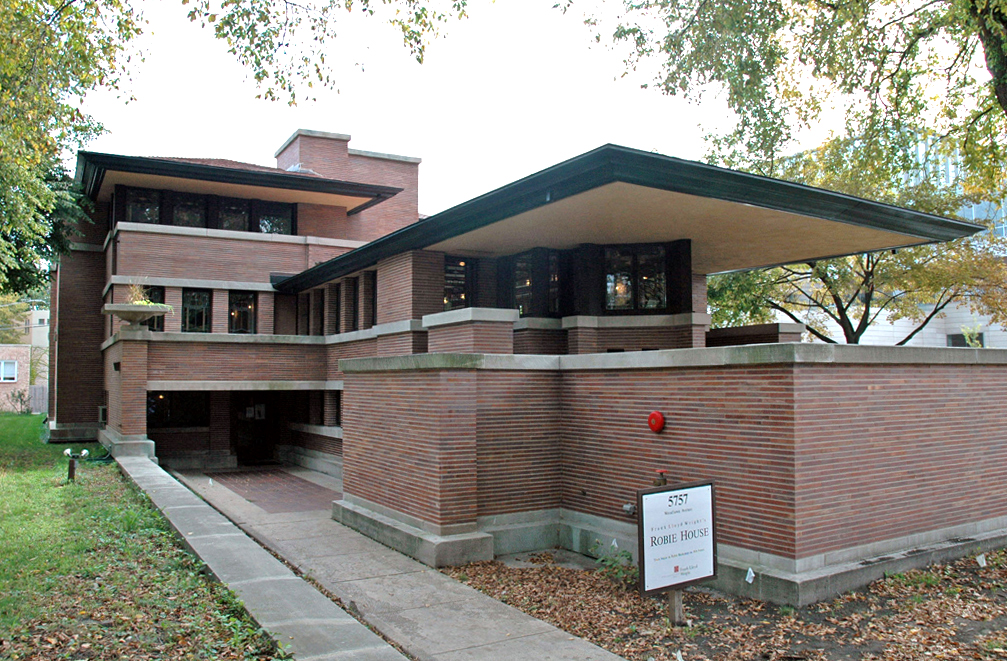
Imagine 7 - Frank Lloyd Wright --- Frederick Robie House, Chicago, 1907.

Casa Robie cu acoperișul său prelung și foarte ușor înclinat, susținut de o grindă de oțel de aproape 37 m lungime este cea mai spectaculoasă, dinamică și remarcabilă dintre toate casele perioadei.  Spațiile sale de locuit, dormit și de zi formează doar un singur spațiu neîntrerupt, armonios divizat prin sugestii de folosire măiastră a spațiului interior.  Această clădire a avut o influență covârșitoare asupra arhitecților "tineri" europeni după primul război mondial, fiind adeseori supranumită "piatra de hotar a modenismului".  Este demn de remarcat, pentru a înțelege cu adevărat impactul pe care l-a avut opera lui Frank Lloyd Wright în Europa, că atât acesta cât și creațiile sale arhitecturale au fost practic necunoscute europenilor până în jurul anilor 1909 - 1910.

### Casele usoniene -Usonia

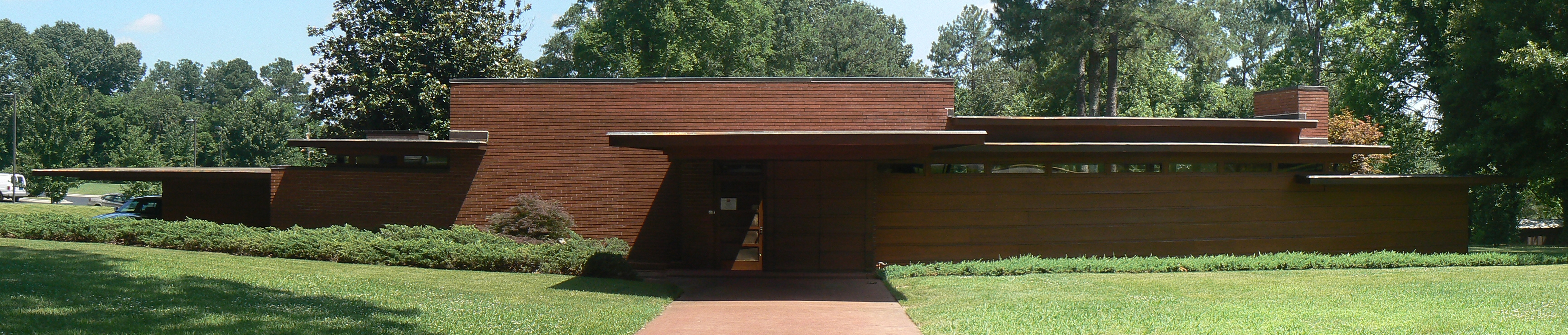
Imagine 8 - Frank Lloyd Wright --- Exteriorul Casei Rosenbaum.

Usonia, sau usonian, ca un cuvânt alternativ, (pronunțat [juˈsoʊniə(n)]) este un termen complex foarte adesea folosit de Frank Lloyd Wright pentru a desemna viziunea sa referitoare la peisajul Statelor Unite, incluzând planificarea orașelor și arhitectura organică, al cărui creator și promotor a fost.  Printre altele, Wright a propus utilizarea adjectivului usonian în locul aceluia de american pentru a descrie caracterul particular al peisajului Lumii Noi, distinct față de cel al celorlalte continente și, mai ales, liber de orice fel de convenții sau constrângeri arhitecturale.
În sensul arhitectural, respectiv al "perioadei caselor usoniene", usonian este un adjectiv folosit pentru a desemna un grup de mai mult de 50 de case concepute de Frank Lloyd Wright pentru familii americane cu venit mediu, începând cu anul 1936, realizate în colaborare cu Jacobs House .

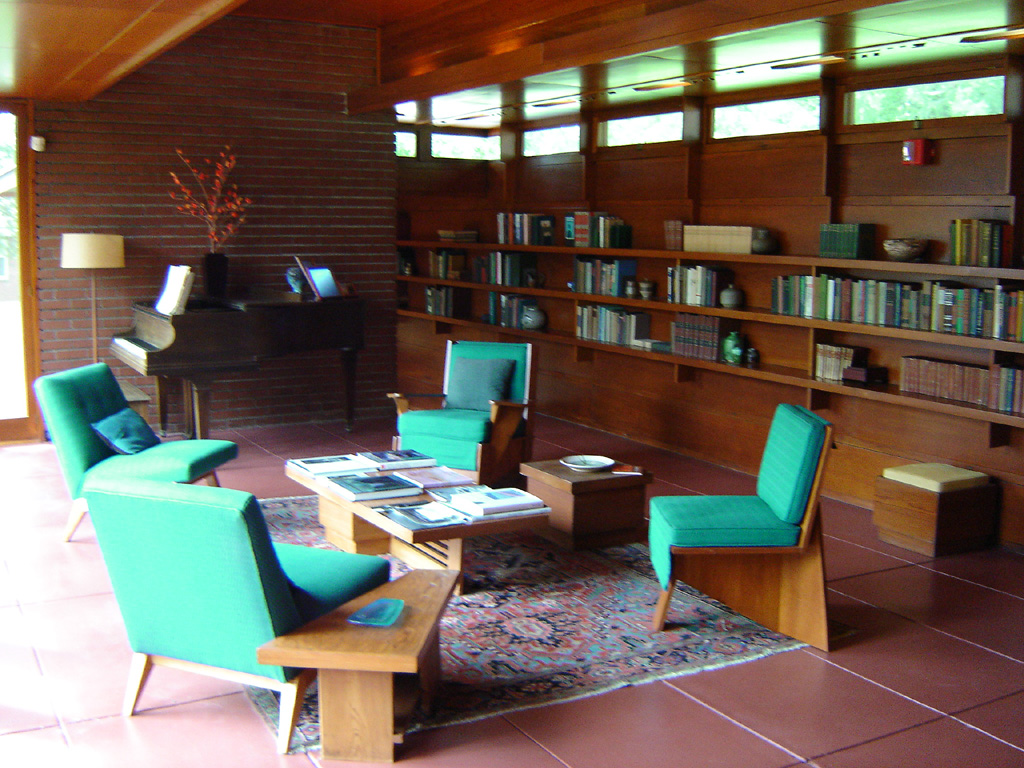
Imagine 9 - Frank Lloyd Wright --- Interiorul aceleiași Case Rosembaum

Casele usoniene (The "Usonian Homes") erau tipic mici, cu un singur nivel, fără garaj, sau prea mult spațiu de stocare.  Erau, de obicei, realizate în forma literei L pentru a se potrivi în jurul unei grădini terasate construite pe loturi de pământ ieftine, care aveau forme ciudate, ca rezultat al împărțirii unei suprafețe de teren în loturi de dimensiuni și forme variabile.
Casele erau realizate în spiritul conceptului arhitectural predominant la Wright și arhitecturii sale organice.  Astfel, folosirea armonioasă a spațiului aflat la dispoziție, un design care să se integreze în peisajul locului, utilizarea de materiale locale, acoperișuri plate, mari zone de aerisire, sprijinite pe structura de rezistență a casei, care să asigure ventilarea naturală (îmbunătățind astfel randamentul răcirii dar și al încălzirii casei), iluminarea naturală maximă și încălzirea din podea erau elementele omniprezente în casele usoniene.  Mașinile nu erau parcate în vreun garaj, ci sub o structură foarte simplă, fără pereți dar cu un acoperiș.
Deloc surprinzător, diferite variante ale designului caselor de tipul Jacobs House, încorporând toate elementele tipice ale "perioadei usoniene" a lui Wright sunt încă în uz, în bune condițiuni de folosire și nu par deloc a fi desuete sau inadecvate locuitului și. respectiv locului unde au fost construite.

### Case usoniene notabile
- Arthur Pieper residence, Paradise Valley, Arizona;
- Jacobs House, Madison, Wisconsin;
- Rosenbaum House, Florence, Alabama;
- Pope-Leighey House, Alexandria, Virginia;
- Weltzheimer/Johnson House, Oberlin, Ohio;
- Dorothy H. Turkel House, Detroit, Michigan.

### The Falling Water

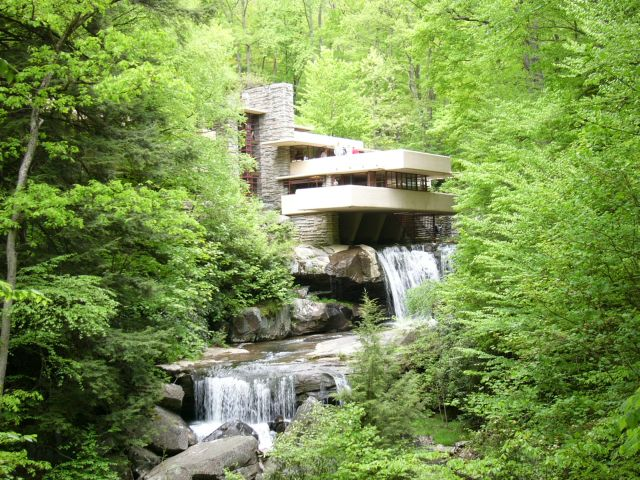
Imagine 10 - Frank Lloyd Wright --- The Fallingwater, probabil una dintre cele mai frumoase și mai faimoase structuri concepute și realizate de Frank Lloyd Wright